# أغوستين لاسترا
أغوستين لاسترا (بالإسبانية: Agustín Lastra)‏ هو لاعب كرة قدم أرجنتيني، ولد في 2 يناير 2001 في Famaillá ‏ في الأرجنتين.

## وصلات خارجية
- أغوستين لاسترا على موقع قاعدة بيانات كرة القدم.إي يو (الإنجليزية)
- أغوستين لاسترا على موقع Soccerway.com (الإنجليزية)